# 谢赫·艾哈迈德·莫阿兹·哈提卜
谢赫·艾哈迈德·莫阿兹·哈提卜（阿拉伯语：أحمد معاذ الخطيب，1960年—）是叙利亚反对派和革命力量全国联盟总裁，是叙利亚大马士革倭马亚大清真寺前大阿訇。
哈提卜最初是物理学学者和工程师，是“叙利亚地质学会”和“叙利亚心理学学会”成员。此外，他曾任伊斯兰城市化学会主席，现为荣誉主席。

## 生平
1960年，哈提卜出生在叙利亚大马士革，家庭是逊尼派穆斯林，他的父亲是伊斯兰教学者和牧师。
哈提卜学习地球物理学，当了6年的工程师。后来，他加入了“叙利亚地质学会”和“叙利亚心理学学会”，又成为伊斯兰城市化学会主席。
1985年，哈提卜到石油天然气公司工作，1991年去职。1992年，哈提卜继承父亲的职业在倭马亚大清真寺布道，但是被叙利亚总统哈菲兹·阿萨德下令禁止其活动。
在海湾战争中，叙利亚政府支持美国政府军事干预科威特，支持西方国家打击伊拉克政府。但是，哈提卜反对西方介入，奥萨马·本·拉登证实了这个消息。
哈提卜建立了伊斯兰文明学会，在大马士革的大学教授伊斯兰法律。他曾在波斯尼亚和黑塞哥维那、荷兰、尼日利亚、土耳其、英国、美国和卡塔尔国际旅行，增长见闻、增加对自己的教育。
2003年，哈提卜回到自己原来所在的石油天然气公司。2012年，他在叙利亚大马士革被捕，不久之后被释放，他开始流亡在埃及开罗。
长年以来，哈提卜和朋友经常就叙利亚政治进行激烈讨论，讨论应对叙利亚政局腐败贪污的对策。哈提卜自述“来自大马士革的一个老城区，从前就因反对法国殖民统治而出名，在那里产生了许多民主人士，但是也受到穆斯林逊尼派悠久历史的阻力。”哈提卜深深关怀在叙利亚城市哈马大屠杀的受害者，他总是想办法来教育和提供住房给他们，但是叙利亚政府却一直在追杀和流放他们。
《卫报》描述哈提卜是一个温和派，尽管哈提卜因其反犹和反对西方国家写作而知名。他指责西方国家推翻了穆巴拉克政府，满足以色列的愿望。他指出欧洲国家正在对穆斯林少数族裔实行种族大清洗。
哈提卜支持以卡塔尔为基地进行电视布道的埃及穆斯林学者谢赫优素福·格尔达威，他也支持穆罕默德·布瓦吉吉为争取突尼斯民主的自焚，提到布瓦吉吉的时候称他是“我们伟大的伊玛目”。哈提卜在自己的网站称以色列是“拜金者”和“上帝的敌人”，哈提卜也是什叶派穆斯林的反对者，称他们制造并散播谎言。
哈提卜曾因反对叙利亚政府而被羁押多次，后来不得不流亡于开罗。哈提卜呼吁政治多元化和反对宗教歧视。
2012年10月，哈提卜是伊斯兰武装起义领袖。但被西方国家称其是“极端主义”。
哈提卜是女性权利呼吁者，同时是政治多元化呼吁者。
哈提卜当选叙利亚反对派和革命力量全国联盟总裁之后，允诺会给予这个国家每个公民自由。